# 羅賓·索德靈
羅賓·索德靈（瑞典語：Robin Söderling，1984年8月14日—），瑞典前職業男子網球運動員，第一位在法国网球公开赛中擊敗纳达尔的選手。
索德林於2001年轉為職業選手。迄今為止，他獲得十項賽事冠軍，其中包括一個ATP大師系列賽冠軍。2009年法國網球公開賽中，他成為了第一个在法网擊敗纳达尔的選手，终结了纳达尔的法网四连冠，甚为轰动，之後法網決賽，敗給費德勒而取得亞軍。2010年法國網球公開賽中，他复制了2009年的惊人表现，在四分之一决赛中淘汰卫冕冠军費德勒，结束了后者连续23次进入大满贯四强的纪录，之後闖進該年法網決賽，敗給重返巔峰的纳达尔而取得亞軍。2011年7月後，由於傷病困擾，索德靈沒有參加任何比賽，ATP將他列為已退役的球員。

## 個人生活
索德靈能說英語、瑞典語和一些德文。他的父親博（Bo）是律師，母親布里特-英格（Britt-Inger）是家庭主婦。索德靈的姊姊桑德拉（Sandra）是教師，他的妻子是（Jenni Moström），他的女兒奧利維亞（Olivia）在2012年10月12日出生。

### 青少年
索德靈五歲開始打網球，1998年11月，14歲時，他參加位於盧森堡的巡迴賽，這是他的第一場正式青少年巡迴賽，輸給弗雷德·赫姆斯。2000年，這一年他完整參加青少年巡迴賽，他取得四場巡迴賽勝利和在2001年取得橘子碗国际网球锦标赛賽的冠軍，同年他的年終排名到達第四和參加位於斯德哥爾摩的ATP巡迴賽，在第一輪以6–3、6–3擊敗拉蒙·德爾加多。
2002年，青少年的索德靈最高單打排名為第二 (雙打最高排名為11)。
青少年組大滿貫最佳成績：
澳網：第三輪（2001）

法網：第三輪（2002）

溫網：第二輪（2001）

美網：四強（2002）

## 職業生涯

### 2002至2004年
2002年，索德靈進入ATP職業巡迴賽，參加五項巡迴賽，並在當年美網進入第二輪。在挑戰賽中他取得16–8的成績，在青少組的美網比賽中，他進入了四強。2003年，索德靈全心投入ATP巡迴賽，其中在當年溫網，進入了第三輪，另外在斯德哥爾摩巡迴賽中首次進入個人職業生涯中第一個ATP決賽，當年的年終排名為86。2004年，索德靈在里昂公開賽中，獲得個人職業生涯第一個ATP單打冠軍，另外也在馬賽公開賽中闖入決賽。年底，他的世界排名進入前五十。

### 2005至2008年（傷病困擾）
2005年，澳網，第一輪出局。此後他參加米蘭網球賽，擊敗捷克球員拉德克·斯泰潘內克，獲得生涯第二座ATP單打冠軍。不久後他的身體受了嚴重傷害，在同年三月，他進行膝部手術。此後，他因為受傷，使得許多的巡迴賽沒有參加，法網與溫網都是在前兩輪出局，美網則是進入第三輪，這年他的年終排名為77。
2006年，年初，索德靈的排名滑落至百名外，在傷勢困擾之下，這年的澳網未參賽，不過此後幾個月的時間，世界排名重回前五十，儘管大滿貫賽的表現平平，法網、溫網、美網，都在前兩輪出局，不過在其他巡迴賽有所表現，使得他的年終排名上升到25。
2007年，索德靈再次受到傷勢困擾，澳網，第一輪出局，紅土賽季則是有所突破，蒙地卡羅首度闖入八強，但是在法網，第一輪出局。溫網進入第三輪，與上屆溫網亞軍拉斐爾·納達爾，纏鬥至五盤才落敗，美網未參賽。這年的年終排名為41。
2008年，澳網未參賽，法網則是進入第三輪而出局。溫網進入第二輪而出局。美網，第一輪出局。美網後的里昂公開賽，他闖入決賽後，擊敗法國球員儒利安·貝內托，獲得生涯第三座ATP單打冠軍。這年的年終排名為17。

### 2009年（首度闖入大滿貫決賽與進入世界前十）
澳網，第二輪出局。法網，首度進入第四輪，以6–2、62–7、6–4、7–62四盤比分爆冷擊敗世界第一兼四屆法網冠軍拉斐爾·納達爾，之後闖進決賽以1–6、61–7、4–6三盤比分敗給世界第二與三屆法網亞軍羅傑·費德勒，賽後排名上升至12，溫網首度進入第四輪，同樣以三盤比分敗給世界第二兼五屆溫網冠軍羅傑·費德勒。7月，在家鄉的博斯塔德闖入決賽，直落二盤擊敗阿根廷球員胡安·摩納哥，獲得個人生涯第四座單打冠軍，美網，首度闖入八強，以四盤比分敗給世界第一兼五屆美網冠軍羅傑·費德勒。美網後的兩項大師賽，上海與巴黎都闖入八強。ATP年終賽，首度闖入四強後，以三盤比分敗給當年美網冠軍胡安·馬丁·德爾波特羅，他的年終排名為第8。

### 2010年（再度闖入大滿貫決賽）
澳網，第一輪出局。歐洲春季硬地賽季的荷蘭鹿特丹世界銀行錦標賽決賽，當他以6–4、2–0領先俄羅斯球員米哈伊爾·尤日尼，後者因腿部受傷而宣布退賽，奪得個人生涯第五座單打冠軍。邁阿密大師賽進入四強，被托馬什·貝爾迪赫以兩盤6–2淘汰。在紅土賽季的西班牙巴塞隆納公開賽決賽激戰三盤，以3–6、6–4、3–6敗給地主球員費爾南多·貝爾達斯科。在法國公開賽，索德靈恢復去年參賽的身手，一路強勢晉級到八強，遇到上屆冠軍羅傑·費德勒，上演去年決賽的對陣戲碼，結果以3–6、6–3、7–5、6–4先輸一盤再倒赢三盤擊敗後者，赢得對費德勒的首場勝利並且中止12連敗，之後再度進入決賽，遇到四屆法網冠軍拉斐爾·納達爾，以4–6、2–6、4–6直落三盤敗給對手。溫網，首度進入八強，又再度與重登世界第一的拉斐爾·納達爾交手，結果以6–3、3–6、64–7、1–6先赢一盤再倒輸三盤再度輸給後者。7月，家鄉的瑞典網球公開賽，決賽以5–7、6–3、2–6擊敗西班牙球員尼古拉斯·阿爾瑪格羅。美網進入八強，遭到五屆冠軍費德勒以6–4、6–4、7–5直落三盤淘汰。10月瓦倫西亞公開賽進入四強，被地主球員大衛·費雷爾淘汰。在年底的最後一項巡迴賽巴黎大師賽，首度闖進決賽後，以6–1、7–6直落二盤擊敗地主球員加埃爾·蒙菲爾斯，奪得個人生涯第六座單打冠軍，也是首座大師系列賽冠軍，排名上升到第四。

### 2011年（再度受到傷病困擾）
1月，布里斯本國際賽闖入決賽，以6–3、7–5直落二盤擊敗安迪·羅迪克，獲得個人生涯第七座單打冠軍，澳網，第四輪遭到烏克蘭球員亞歷山大·多爾戈波洛夫淘汰。2月，歐洲春季硬地賽季的荷蘭鹿特丹世界銀行錦標賽，作為衛冕冠軍再度闖入決賽，以6–3、3–6、6–3擊敗法國球員若-威尔弗里德·特松加，獲得個人生涯第八座單打冠軍，隔週的馬賽公開賽，首度闖入進賽，以68–7、6–3、6–3擊敗馬林·契利奇，奪得個人生涯第九座單打冠軍，法網，八強遇到五屆法網冠軍拉斐爾·納達爾，無法延續前兩屆擊敗世界第一的表現，直落三盤敗給對手。溫網，遭到澳洲球員伯納德·托米奇淘汰，止步於第三輪。7月，家鄉的瑞典網球公開賽，決賽以6–2、6–2擊敗西班牙球員大衛·費雷爾，獲得個人生涯第十座單打冠軍。之後感染傳染性單核白血球增多症退出美網，美網之後的比賽也都未參加。這年的年終排名為13。

### 2012年
索德靈受傷而退出大部分賽事，由於漫長的復健進度緩慢，無法確定何時有機會再能回到場上，ATP官方資料顯示已退役。

### 2013年
2013年索德靈依舊缺席整個賽季

### 2014年
2014年索德靈繼續缺席整個賽季，他成為斯德哥爾摩網球公開賽總監。

### 2015年
2012年是索德靈參加職業網球生涯的最後一年，雖然他仍然缺席部分的賽程。
2015年12月23日由於單核細胞增多症未好，索德靈正式宣布退休。

### 退休
2016年，索德靈宣布，仍然有可能重返職業網球，正如他幾年前說的，他打算打一個很長的職業生涯。

## 技術分析與裝備
索德靈是一名底線抽擊為主的球員。他的發球渾重且快速，時速可達225公里，然而發球有時缺乏穩定，導致他面對擅於接發球的球員如：諾瓦克·喬科維奇與安迪·穆雷，發球局常陷入困難，而有破發的危機。只要他接發狀況良好就有機會來擊敗任何一位對手，他的雙手反拍堅強，正拍相當有威力，他在快速場地（硬地球場和室內地毯球場）表現出色，然而他在大滿貫最佳成績卻是在法國網球公開賽，儘管紅土上有減緩球速的特性，這一點卻反而幫助他有足夠的時間來強力抽球反擊，許多人認為他在大滿貫賽有一定的競爭力，在於他臨場表現的專注度，不過早年他在球場上專注度不夠穩定，後來卻有大幅度的改善，其中關鍵在於他的前教練馬格努斯·諾曼，對於索德靈心理素質的提升相當明顯。索德靈穿著Lotto球衣，使用Head的Youtek IG Prestige Midplus球拍。

## 生涯統計

### 大滿貫戰績表
| 大滿貫系列賽 |        |              |        |        |        |        |        |        |        |        |      |      |        |       |       |
| 澳網         | 缺席   | 會外賽第二輪 | 第二輪 | 第一輪 | 缺席   | 第一輪 | 缺席   | 第二輪 | 第一輪 | 第四輪 | 缺席 | 缺席 | 0 / 6  | 5–6   | 45.45 |
| 法網         | 缺席   | 會外賽第一輪 | 第一輪 | 第二輪 | 第一輪 | 第一輪 | 第三輪 | 亞軍   | 亞軍   | 八強   | 缺席 | 缺席 | 0 / 8  | 19–8  | 70.37 |
| 溫網         | 缺席   | 第三輪       | 第一輪 | 第一輪 | 第一輪 | 第三輪 | 第二輪 | 第四輪 | 八強   | 第三輪 | 缺席 |      | 0 / 9  | 14–9  | 60.00 |
| 美網         | 第二輪 | 第一輪       | 第二輪 | 第三輪 | 第二輪 | 缺席   | 第一輪 | 八強   | 八強   | 缺席   | 缺席 |      | 0 / 8  | 13–8  | 61.90 |
| 勝–負        | 1–1    | 2–2          | 2–4    | 3–4    | 1–3    | 2–3    | 3–3    | 14–4   | 14–4   | 9–3    | 0–0  | 0–0  | 0 / 31 | 51–31 | 62.03 |

### 大滿貫決賽

#### 男單亞軍（2）
| 年度 | 賽事           | 場地 | 決賽對手 | 對手國籍 | 勝方比分       |
| 2009 | 法國公開賽     |      | 费德勒   | 瑞士     | 6–1、7–61、6–4 |
| 2010 | 法國公開賽 (2) |      |          | 西班牙   | 6–4、6–2、6–4  |

## 外部連結
- 官方网页
- 羅賓·索德靈（英文/西班牙文）的官方資料
- 羅賓·索德靈的國際網球總會 職業／青少年 官方資料（英文）
- 羅賓·索德靈的官方資料（英文）
- ATP上的介紹 （页面存档备份，存于）